# Arthur Oncken Lovejoy
Arthur Oncken Lovejoy, född 10 oktober 1873 i Berlin, död 30 december 1962 i Baltimore, var en amerikansk idéhistoriker och professor i filosofi vid Johns Hopkins University.
Lovejoy är känd för att i början av 1900-talet ha grundlagt history of ideas, den amerikanska motsvarigheten till den svenska universitetsdisciplinen idéhistoria. Han startade och var länge ordförande för The History of Ideas Club.
Lovejoy tänkte sig enskilda koncept, så kallade unit-ideas som ett slags "idéhistoriens byggstenar" som sällan förändrades särskilt mycket över tid. Denna föreställning har rönt kritik från bland andra Quentin Skinner, som i stället ville betona den kulturella kontextens vikt i analysen av källmaterialet.

## Böcker (urval)
- The Great Chain of Being: A Study of the History of an Idea (1936)
- Essays in the History of Ideas (1948)
- The Reason, the Understanding, and Time (1961)